# Ulrichsberg
Ulrichsberg är en ort och kommun i Österrike. Den ligger i distriktet Rohrbach i förbundslandet Oberösterreich, 180 kilometer väster om huvudstaden Wien. Kommunen gränsar i nordöst mot Tjeckien och i nordväst finns en kort gräns mot Bayern i Tyskland.
Kommunen består av 19 orter (Ortschaften) (inom parentes invånarantal 1 januari 2024):

- Breitenstein (1)
- Dietrichschlag (21)
- Erlet (41)
- Fuchslug (19)
- Hintenberg (311)
- Kandlschlag (27)
- Lichtenberg (229)
- Mühlwald (25)
- Salnau (162)
- Schindlau (287)
- Schöneben (32)
- Seitelschlag (149)
- Sonnenwald (2)
- Stangl (128)
- Stollnberg (88)
- Ulrichsberg (1 139)
- Zaglau (62)
- Ödenkirchen (38)